# خون و شن (فیلم ۱۹۸۹)
خون و شن (به انگلیسی: Blood and Sand) فیلمی محصول سال ۱۹۸۷ و به کارگردانی خاویر الوریتا است. در این فیلم بازیگرانی همچون کریستوف ریدل، شارون استون، آنا تورنت، سیمون آندرئو و خوزه لوئیس د ویلایونگا ایفای نقش کرده‌اند.